# Keliem
Keliem of Keilim (Hebreeuws: כלים, letterlijk voorwerpen) is het eerste traktaat (masechet) van de Orde Tohorot (Seder Tohorot). Het traktaat telt 30 hoofdstukken en is daarmee het langste traktaat van de hele Misjna.
Keliem gaat over de wijze waarop en voorwaarden waaronder allerlei voorwerpen cultisch onrein kunnen worden.
Het traktaat komt noch in de Jeruzalemse noch in de Babylonische Talmoed voor, aangezien het geen Gemara (rabbijns commentaar op de Misjna) bevat. In de Tosefta beslaat het traktaat Keliem 25 hoofdstukken, verdeeld in drieën.